# Mana (thuật ngữ trò chơi)

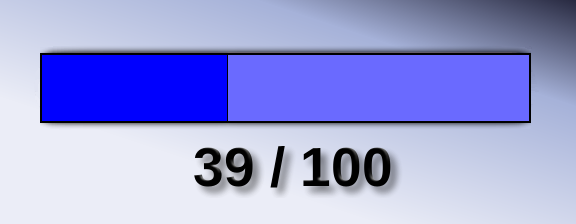
Một thanh năng lượng hoặc mana, được sử dụng để theo dõi điểm ma pháp (MP) của nhân vật trong trò chơi điện tử

Điểm ma pháp (MP, Tiếng Anh: Magic point), thường được gọi là mana (Điểm mana, Tiếng Anh: Mana point) hoặc năng lượng trong Tiếng Việt. Mana là một thuộc tính được gán cho các nhân vật trong một trò chơi nhập vai hoặc trò chơi điện tử, tượng trưng cho khả năng sử dụng các kỹ năng đặc biệt (thường được gọi là special abilities hoặc "spells" trong Tiếng Anh). Các kỹ năng khác nhau sẽ sử dụng một lượng mana khác nhau. Khi mana của một nhân vật bị cạn kiệt, nhân vật đó sẽ không thể sử dụng kỹ năng cho đến khi một phần MP được phục hồi.
Giống như máu, mana có thể được hiển thị dưới dạng giá trị số, ví dụ như "50/100". Số đầu tiên cho biết lượng MP hiện tại mà một nhân vật đang có, trong khi số thứ hai cho biết lượng MP tối đa của nhân vật. Trong các trò chơi điện tử, mana cũng có thể được hiển thị một cách trực quan như một thước đo, hay thường được gọi là thanh mana, và nó sẽ tự động giảm khi nhân vật sử dụng kỹ năng của mình.

## Lịch sử
Hệ thống phép thuật trong các trò chơi nhập vai trên bàn, cụ thể như Dungeons & Dragons, phần lớn dựa trên các khuôn mẫu được thiết lập trong tiểu thuyết Trái Đất Hấp Hối của tác giả Jack Vance. Trong hệ thống này, nhân vật của người chơi chỉ có thể ghi nhớ một số kỹ năng phép thuật cố định trong danh sách các loại phép thuật. Khi kỹ năng phép thuật này được sử dụng một lần, nhân vật sẽ quên nó và không thể sử dụng lại.
"Mana" là một từ xuất phát từ nhóm ngôn ngữ Polynesia có nghĩa là một thứ gần giống với "sức mạnh siêu nhiên". Khái niệm mana được nhà truyền giáo Robert Henry Codrington giới thiệu ở Châu Âu vào năm 1891 và được phổ biến rộng rãi bởi Mircea Eliade vào những năm 1950. Nó lần đầu tiên được giới thiệu như một loại nhiên liệu ma thuật dùng để niệm phép trong truyện ngắn năm 1969, "Không Lâu Trước Khi Kết Thúc", của Larry Niven, và được phổ biến đồng thời là một phần của loạt tiểu thuyết The Magic Goes Away của tác giả. Kể từ đó, nó đã trở thành một yếu tố phổ biến trong cả trò chơi nhập vai và trò chơi điện tử.

## Cơ chế
Vì các kỹ năng và khả năng đặc biệt thường không bị mất đi sau khi sử dụng, người thiết kế trò chơi có thể hạn chế việc sử dụng kỹ năng đó bằng cách liên kết việc sử dụng nó với mana. Điều này được thực hiện để cân bằng sao cho mỗi kỹ năng không có khả năng thi triển vô hạn với kết quả không đổi.
Tùy thuộc vào trò chơi, thanh mana có thể tự hồi phục theo thời gian hoặc chỉ được hồi phục khi người chơi cho nhân vật nghỉ ngơi hoặc sử dụng vật phẩm hồi phục MP. Trong các trò chơi trực tuyến, người chơi có thể nói OOM (Hết mana, Tiếng Anh: Out Of Mana) khi họ không còn mana. Việc thông báo về trạng thái mana của bản thân đặc biệt quan trọng trong vai trò của một người chơi sử dụng nhân vật hỗ trợ hồi phục (Tiếng Anh: Healer) vì họ không thể hồi phục cho những người chơi khác trừ khi họ có mana.
Trong trò chơi nhập vai, mana có thể được thay thế bằng sức mạnh tâm linh, sức mạnh ma pháp, kỹ thuật công nghệ hoặc các khái niệm khác cho phép một nhân vật gây ảnh hưởng đến thế giới trò chơi xung quanh. Mana thường bị giới hạn ở một số lớp nhân vật cụ thể, chẳng hạn như "pháp sư" hoặc "ma thuật sư", trong khi các lớp nhân vật khác phải dựa vào khả năng tấn công cận chiến hoặc bắn đạn vật lý. Các lớp nhân vật khác cũng có thể có thanh "mana" giới hạn kỹ năng của họ, mặc dù chúng thường được gọi bằng một tên khác, ví dụ như điểm cuồng nộ (Tiếng Anh: Fury) của Barbarian trong Diablo 3.
Trong trò chơi điện tử, MP thường có thể được phục hồi bằng cách sử dụng các loại thuốc ma thuật hoặc có thể được tự động phục hồi theo thời gian. Một số hiệu ứng trạng thái có thể gây ảnh hưởng tạm thời đối với sự phục hồi mana cũng như đối với bộ chỉ số ban đầu của nhân vật trong trò chơi. Một số nhân vật có thể sử dụng một kỹ năng niệm chú gây ra hiệu ứng trạng thái tích cực hoặc tiêu cực lên một nhân vật khác.

### Trong trò chơi nhập vai
Trong cả trò chơi nhập vai trên bàn và trò chơi điện tử nhập vai, mana thường được sử dụng nhiều nhất để thi triển phép thuật trong trận chiến. Tuy nhiên, mana còn có nhiều công dụng ngoài tình huống chiến đấu, chẳng hạn như sử dụng bùa yêu trên NPC để thu thập thông tin. Một số trò chơi dựa sức mạnh và lượng phép thuật của nhân vật trên chẳng hạn những chỉ số như "sự khôn ngoan" hoặc "trí tuệ". Những số liệu thống kê này được sử dụng vì chúng dễ theo dõi và phát triển trong các game nhập vai bằng giấy bút.

### Trong trò chơi mô phỏng thần thánh
Trong godgame, sức mạnh của người chơi thường được gọi là mana và tăng trưởng cùng với số lượng và sự thịnh vượng của dân số sùng bái của người chơi. Ở đây, quy mô dân số ảnh hưởng đến lượng mana tối đa mà người chơi có và tốc độ tự hồi phục mana của họ hồi khi nó ở dưới mức tối đa đó. Sử dụng "sức mạnh thần thánh" sẽ tiêu tốn mana, nhưng những hành động như vậy là cần thiết để tăng số lượng và sự thịnh vượng của dân số.